# ようこう (輸送艦)

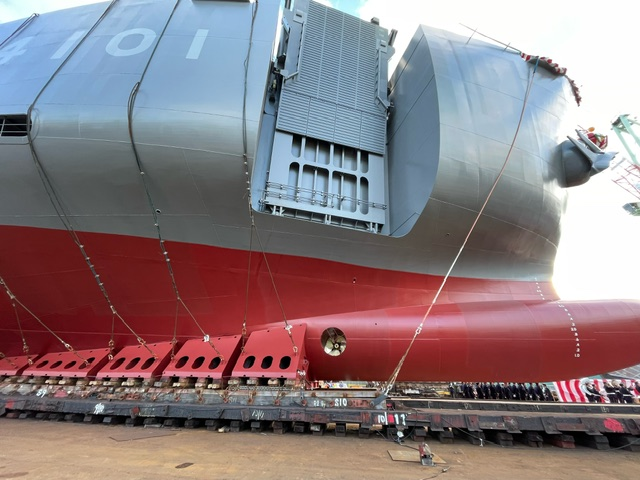
艦首部のサイドスラスターとランプウェイ

ようこう（LSV-4101）は、日本の自衛隊に所属するようこう型輸送艦の1番艦。艦名の由来は太陽（陽光＝ようこう）。
自衛隊の陸海空共同部隊として2025年（令和7年）3月に発足した「自衛隊海上輸送群」に配備された中型輸送艦。
本記事は、本艦の艦歴について主に取り扱っているため、性能や装備等の概要については「ようこう型輸送艦」を参照されたい。

## 概要
建造費は54億7,900万円。乗組員の大半を陸上自衛官が担って操艦・運用することになっており、建造に合わせて、操船員として乗り組む陸上自衛官は、海上自衛隊（海自）の施設や艦船を使って訓練を受けた。
進水式も陸上自衛隊が執り行った。進水式では、海上自衛隊でよく使われる行進曲『軍艦』（軍艦マーチ）ではなく、陸上自衛隊の車両行進曲『陽光を背に』が陸自の自衛隊音楽隊によって演奏され、陸自の女性声楽員によって「君が代」が斉唱された。若宮健嗣防衛大臣補佐官が進水式に参加した。

## 艦歴
2024年（令和6年）4月23日に広島県尾道市にある内海造船株式会社建造工場で起工され、同年11月28日に内海造船瀬戸田工場で実施された命名・進水式において「ようこう」と命名され、進水した。
2025年（令和7年）5月30日に就役し、引き渡し式及び自衛艦旗授与式が挙行された。配備先は自衛隊海上輸送群第1海上輸送隊。